# Jesenský (Adelsgeschlecht)

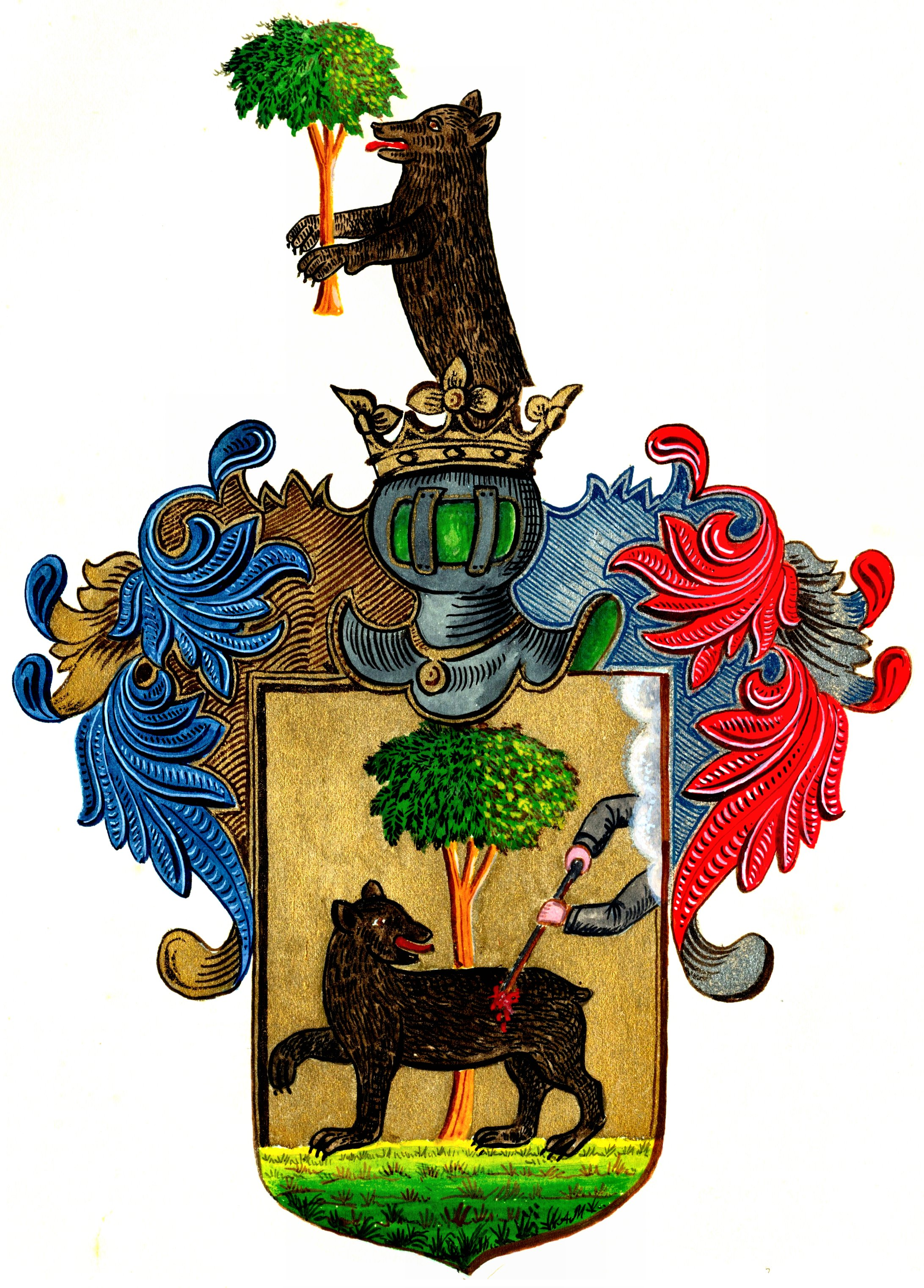
Wappen derer von Jesensky (Jeszenszky)

Die Jesenský (andere Namensformen: Jessensky, Jessinsky, Je(s)senius, ungarisch Jeszenszky), oft mit Zusatz de Magna Jessen / von (Groß-)Jessen, war ein Adelsgeschlecht aus dem Komitat Turz mit Besitztümern, vor allem im Königreich Ungarn und in Böhmen.

## Geschichte
Das Geschlecht gehört zum ungarischen Uradel und hatte ursprünglich den Namen Nagyjesszeni, der sich zur Zeit der Hussitenkriege in die slawisierte Form Jesensky wandelte. Nach dem Mongoleneinfall 1242 wurde es von König Béla IV. zur Grenzsicherung im nordwestlichen Wald-Ödland von Turóc als Ministerialengeschlecht (servientes regis) angesiedelt. Urkundlich tritt erstmals Michael Jessenský 1274 auf, als die drei filii Madya (Mágya) den Besitz Jeszen (super possessione Jezen; Jâzen = Esche) von König Ladislaus IV. erhielt. Dieses Erbgut wurde der Familie am 26. Januar 1287 und am 18. März 1293 bestätigt. Peter, Sohn des Mágya, trat urkundlich von 1274 bis 1293 auf. Der gemeinsame Ahnherr aller noch blühenden Linien ist Miklós (Nikolaus), urkundlich 1488–1502, Vizegespan (auch Untergespan) des Komitats Turóc, bei welchem der vollständige Name als „nobilis Nicolaus Jessensky de Nagh Jessen“ am 30. April 1495 erstmals erscheint. Ladislav Jesenský starb 1526 in der Schlacht von Mohács, nach der große Teile des Königreichs Ungarn und damit auch viele Güter der Familie unter die osmanische Herrschaft fielen. Daraufhin verließen einige der Jesenskýs das Königliche Ungarn. Die Brüder Melchior, Lorenz und Balthasar gingen nach Schlesien und lebten in Breslau und Schweidnitz. Am 7. Mai 1567 erhielt die Familie das Adelsdiplom. Der Sohn Balthasars, Ján Jesenský, bekannt unter der halblateinischen Namensform Jan Jessenius, erlangte als Wissenschaftler und Politiker Berühmtheit. Nachkommen der Familie leben heute in der Slowakei, in Tschechien, Deutschland und Österreich.

## Persönlichkeiten

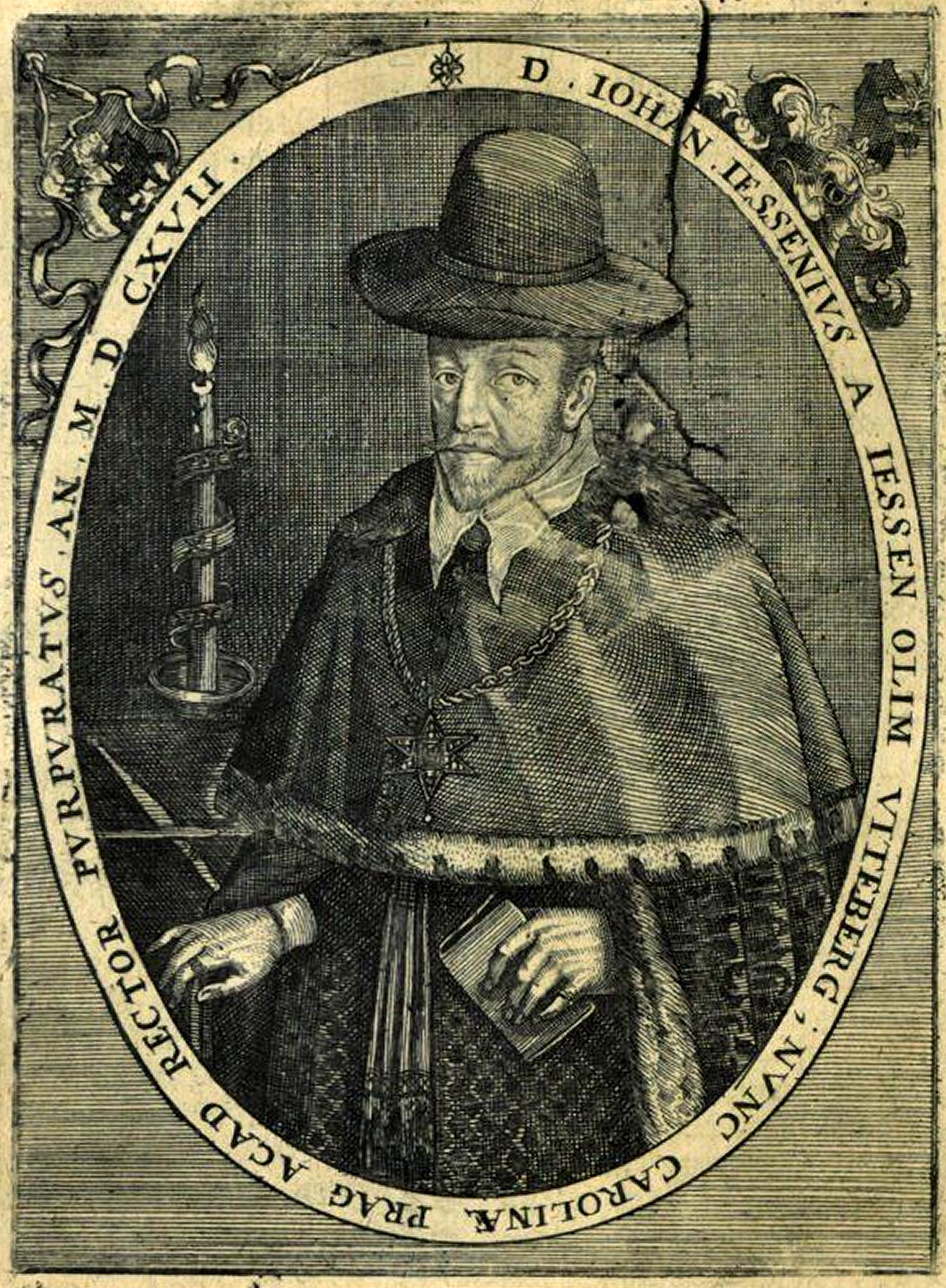
Jan (Johann) Jessenius

- Jan Jesenius (1566–1621), Mediziner, Politiker und Philosoph
- Danó Jessensky (Künstlername Temérdek; 1824–1906), Anwalt
- Růžena Jesenská (1863–1940), Schriftstellerin, Schwester des Zahnmediziners Jan Jesensky
- Jan Jesenský (1870–1947), Zahnmediziner und Hochschullehrer, Bruder von Růžena Jesenská
- Alexander Jessensky (Alexander Sándor Jessensky; 1873–1947), Politiker
- Janko Jesenský (1874–1945), slowakischer Schriftsteller und Übersetzer
- Milena Jesenská (1896–1944), Journalistin und Übersetzerin, Tochter des Zahnmediziners Jan Jesenský
- Jan Jesensky, Jr. (1904–1942), Zahnmediziner
- Géza Jeszenszky (* 1941), ungarischer Politiker

## Wappen
- Das Stammwappen zeigt in Gold auf grünem Boden vor einer grün belaubten Esche (jazen) einen aufgerichteten, rechts-schreitenden widersehenden rotbezungten natürlichen Bär, der am Rücken von einem silbernen Jägermesser blutend verletzt wird, das zwei bekleidete Arme halten, die aus natürlichen Wolken im linken Obereck hervorgehen. Auf dem Helm mit schwarz-goldenen Helmdecken der Bär wachsend, den belaubten Stamm haltend.
- Das freiherrliche Wappen von 1741 ist schrägrechts geteilt, oben in Rot auf einem springenden weißen Ross mit gold eingefasster roter Satteldecke ein blau gekleideter Husar mit blauer Kalpag, in der Rechten einen silbernen Krummsäbel mit goldener Panierstange schwingend, unten das Stammwappen. Zwei Helme: auf dem rechten mit blau-goldenen Decken ein gekrönter, wachsender linksgekehrter schwarzer Adler, auf dem linken mit rot-silbernen Decken ein wachsender natürlicher (oder schwarzer) Bär, einen grünen Palmzweig haltend.

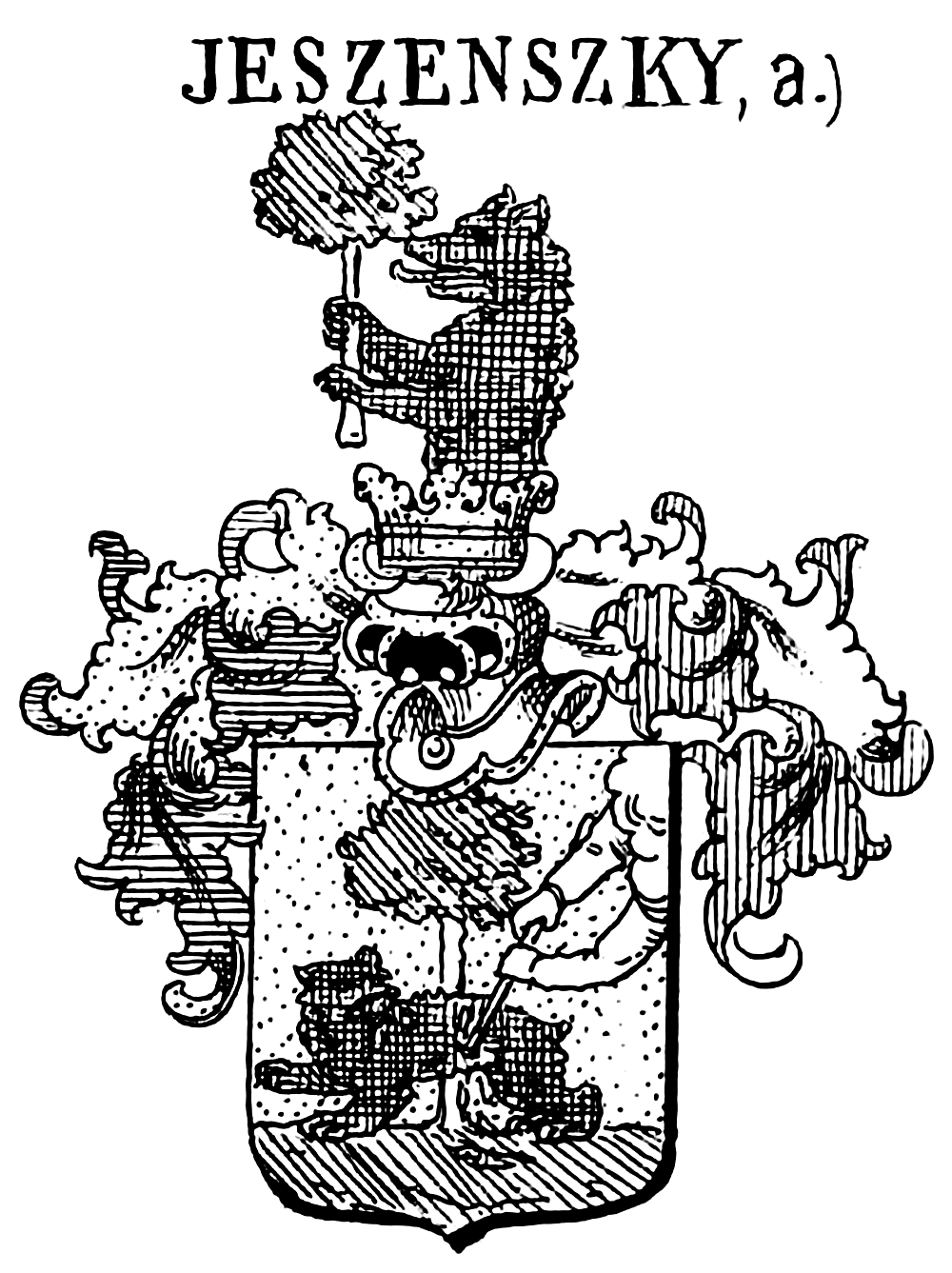
Stammwappen derer von Jeszenszky in Siebmachers Wappenbüchern
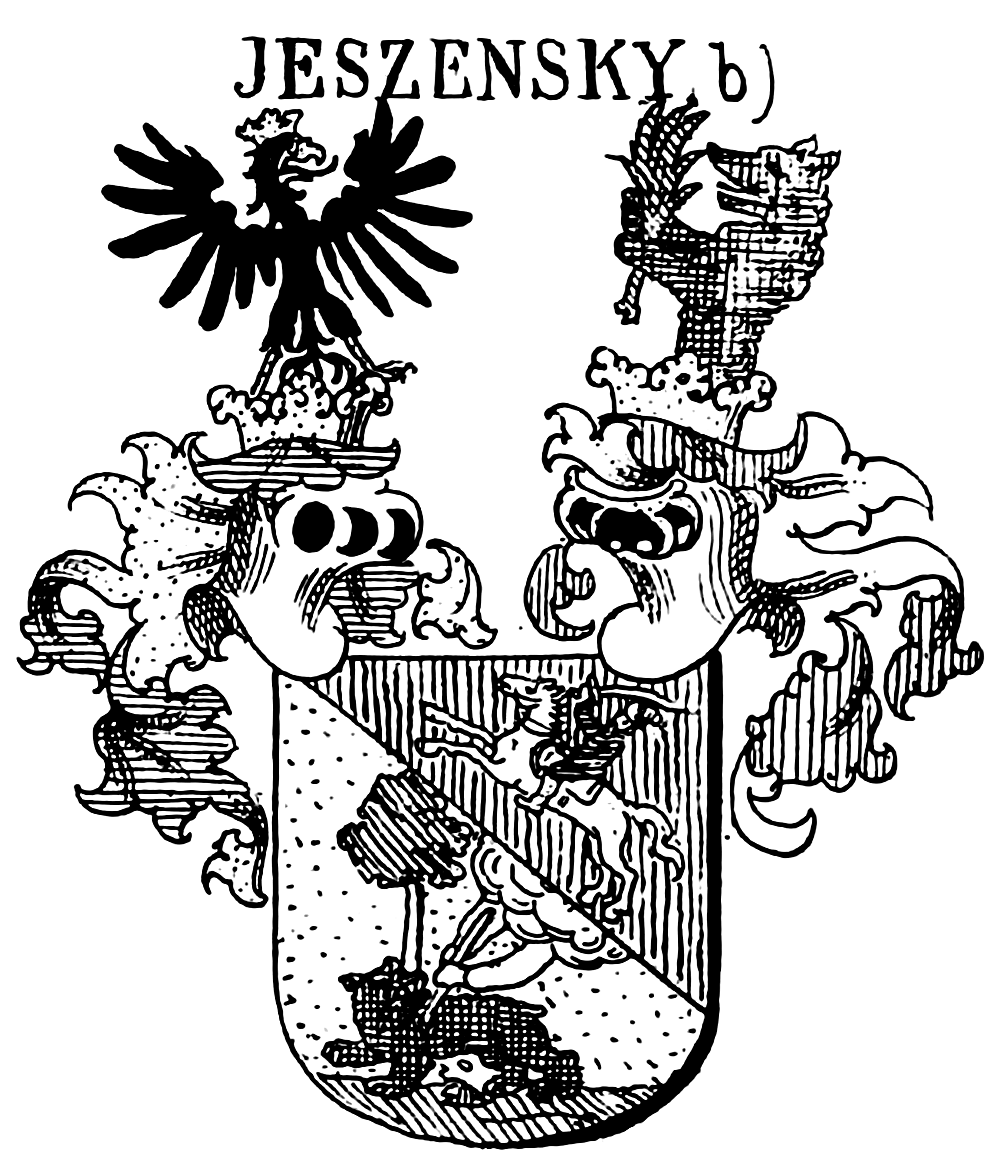
Freiherrliches Wappen derer von Jeszenszky (1741)